# Menticirrhus panamensis
Menticirrhus panamensis és una espècie de peix de la família dels esciènids i de l'ordre dels perciformes.

## Morfologia
- Els mascles poden assolir 75 cm de longitud total.[4][5]

## Alimentació
Menja cucs, crustacis i mol·luscs.

## Hàbitat
És un peix marí, de clima tropical (37°N-22°N) i bentopelàgic.

## Distribució geogràfica
Es troba a l'oceà Pacífic oriental central: la Baixa Califòrnia (Mèxic) i el Golf de Califòrnia.

## Ús comercial
És comú als mercats locals.

## Observacions
És inofensiu per als humans.